# Florin Rădulescu-Botică
Florin Rădulescu-Botică (n. 11 iulie 1936, București) este un fost senator român în legislatura 1992-1996 ales în județul Timiș pe listele partidului FDSN. În iulie 1993, Florin Rădulescu-Botică a trecut la PDSR. Florin Rădulescu-Botică este unul din fondatorii Partidului Umanist Român. La data de 8 septembrie 1978, prin decretul 238/1978, Florin Rădulescu-Botică a fost decorat cu Steau Republicii Socialiste România clasa a V-a pentru meritele sale deosebite ca secretar responsabil de redacție la ziarul „Informația Bucureștiului”. În cadrul activității sale parlamentare,  Florin Rădulescu-Botică a fost membru în comisia pentru politică externă  și în comisia pentru privatizarea și administrarea arhivelor statului.

## Legaturi externe
- Florin Rădulescu-Botică Arhivat în 22 august 2016, la Wayback Machine. la cdep.ro